# Disternich (Euskirchen)
Disternich ist ein Stadtviertel im Süden von Euskirchen und gemeinsam mit Kessenich und Rüdesheim der älteste Stadtteil Euskirchens, der bereits seit Verleihung der Stadtrechte 1302 zum Stadtgebiet gehört. Seitens der Stadt Euskirchen wird Disternich nicht mehr als eigener Stadtteil geführt, sondern lediglich als Stadtviertel, das aber auch vielen Euskirchenern lediglich durch den Disternicher Torwall ein Begriff ist. Südlich der Parkanlage an dieser alten Stadtbefestigung im Gebiet des heutigen Schillerparks in der Südstadt liegt das Gebiet des ehemals selbstständigen Ortes, für den Euskirchen bereits 870 den Mittelpunkt des gesellschaftlichen Lebens darstellte.